# Lord Lieutenant
En Lord Lieutenant er den britiske monarks personlige repræsentant i et grevskab eller i et "lieutenancy area". 
Det er normalt pensionerede embedsmænd fra civil-administratrionen eller forsvaret, som tildeles titlen, som i dag er rent ceremoniel. En af de mest centrale pligter er at møde medlemmer af kongefamilien som besøger området.

## Deputy Lieutenant
Lord Lieutenanten betragtes som en statholder. I sit arbejde bistås Lord Lieutenanten af én eller flere Deputy Lieutenants (vicestatholdere). En Deputy Lieutenant kan sætte bogstaverne "DL" efter sit navn. 

## England
I England gør en Lord Lieutenant tjeneste i et ceremonielt grevskab. 

## Wales
I Wales gør en Lord Lieutenant tjeneste i et "bevaret grevskab" (preserved county).

## Skotland
I Skotland gør en Lord Lieutenant tjeneste i et "lieutenancy area".

## Nordirland
I Nord-Irland er der otte statholdere, en for hvert af de seks traditionelle grevskaber og en hver for af byerne Belfast og Londonderry.

## Republikken Irland
Irland havde en statholder, som var chef for den britiske administration, indtil oprettelsen af Den irske fristat i 1922.